# 雅典国际电影节
希腊雅典国际电影节（Athens International Film Festival）创立于1995年，电影节一般在9月举办。

### 主要单元设置
- 国际竞赛（International Competition）：针对导演首部或第二部长篇电影（须为希腊首映）的竞赛单元[1]
- 纪录片国际竞赛（Stranger than Fiction）
- 希腊短片竞赛（Greek Short Stories）
- 精选单元（Festival Darlings）：精选本年度其他电影节的杰出作品
- 人物单元（ICONS）：介绍文艺大师人物的纪录片展映单元
- 特别展映（Special Screenings）